# Municipio de Hinton
El municipio de Hinton (en inglés: Hinton Township) es un municipio ubicado en el condado de Mecosta en el estado estadounidense de Míchigan. En el año 2010 tenía una población de 1126 habitantes y una densidad poblacional de 12,14 personas por km².

## Geografía
El municipio de Hinton se encuentra ubicado en las coordenadas 43°30′1″N 85°15′33″O / 43.50028, -85.25917. Según la Oficina del Censo de los Estados Unidos, el municipio tiene una superficie total de 92.73 km², de la cual 92,54 km² corresponden a tierra firme y (0,2 %) 0,19 km² es agua.

## Demografía
Según el censo de 2010, había 1126 personas residiendo en el municipio de Hinton. La densidad de población era de 12,14 hab./km². De los 1126 habitantes, el municipio de Hinton estaba compuesto por el 97,69 % blancos, el 0,27 % eran afroamericanos, el 0,27 % eran amerindios, el 0,27 % eran de otras razas y el 1,51 % eran de una mezcla de razas. Del total de la población el 1,6 % eran hispanos o latinos de cualquier raza.